# Grand Prix automobile de Monaco 1968
GP précédent GP suivant
Le Grand Prix de Monaco 1968 (XXVIe Grand Prix de Monaco), disputé sur le circuit de Monaco le 26 mai 1968, est la cent-soixante-quatrième épreuve du championnat du monde de Formule 1 courue depuis 1950 et la troisième manche du championnat 1968.

## Contexte avant la course

### Le championnat du monde
La saison 1968 est la troisième disputée sous la réglementation trois litres pour les monoplaces à moteur atmosphérique, avec également possibilité d'utilisation de moteurs suralimentés, un coefficient deux étant alors appliqué pour la cylindrée (soit un maximum de 1 500 cm3 en cas d'utilisation d'un compresseur volumétrique ou d'un turbocompresseur). La réglementation s'appuie sur les points suivants :
- pas de cylindrée minimale
- cylindrée maximale : 3 000 cm3 si moteur atmosphérique ou 1 500 cm3 si moteur suralimenté
- poids minimal : 500 kg (à sec)
- roues non carénées
- double circuit de freinage obligatoire
- arceau de sécurité obligatoire (le haut du cerceau devant dépasser le casque du pilote)
- démarreur de bord obligatoire
- carburant commercial obligatoire
- ravitaillement en huile interdit durant la course
- distance minimale d'un Grand Prix : 300 km (à l'exception du GP de Monaco)
- distance maximale d'un Grand Prix : 400 km
- distance minimale pour être classé : 90% de la distance parcourue par le vainqueur

D'autre part, la Commission Sportive Internationale (CSI) autorise désormais l'apparition de publicité extra-sportive sur les voitures de course, aussi des annonceurs autres que les habituels pétroliers ou manufacturiers pourront-ils figurer sur les carrosseries.
En ce printemps 1968, le monde du sport automobile a été durement touché. Après la disparition tragique de Jim Clark à Hockenheim, début avril, lors d'une course de Formule 2, suivie un mois plus tard de celle de Mike Spence au cours d'une séance d'entraînement à Indianapolis, un autre accident vient de frapper un troisième pilote britannique : aux essais des 1000 km du Nürburgring, Chris Irwin (appelé à remplacer Spence dans l'équipe BRM) a perdu le contrôle de sa Ford P68 sur une bosse dans le secteur de Pflanzgarten ; souffrant d'une fracture du crâne ayant nécessité une intervention chirurgicale, il est resté plusieurs jours dans le coma et ne pourra évidemment participer au Grand Prix de Monaco, dont l'annulation fut un moment envisagée à cause des événements de Mai 68. Malgré la perte de Jim Clark, le Team Lotus domine le championnat du monde, Graham Hill, qui a pris le relais de son prestigieux coéquipier en s'imposant en Espagne, étant largement en tête du classement provisoire.

Les disparitions brutales de Jim Clark et de Mike Spence ont durement ébranlé le monde du sport automobile.
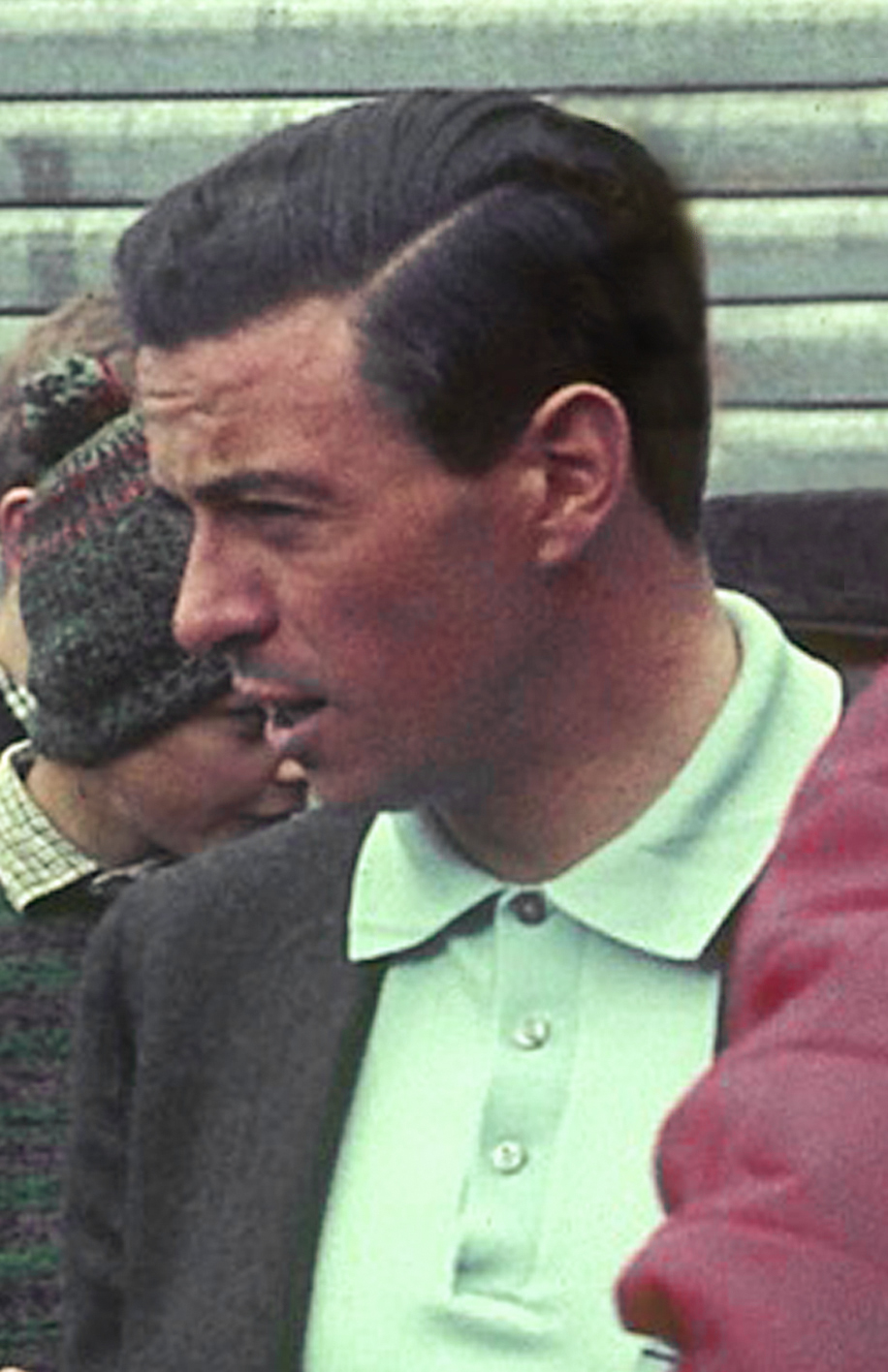
Jim Clark
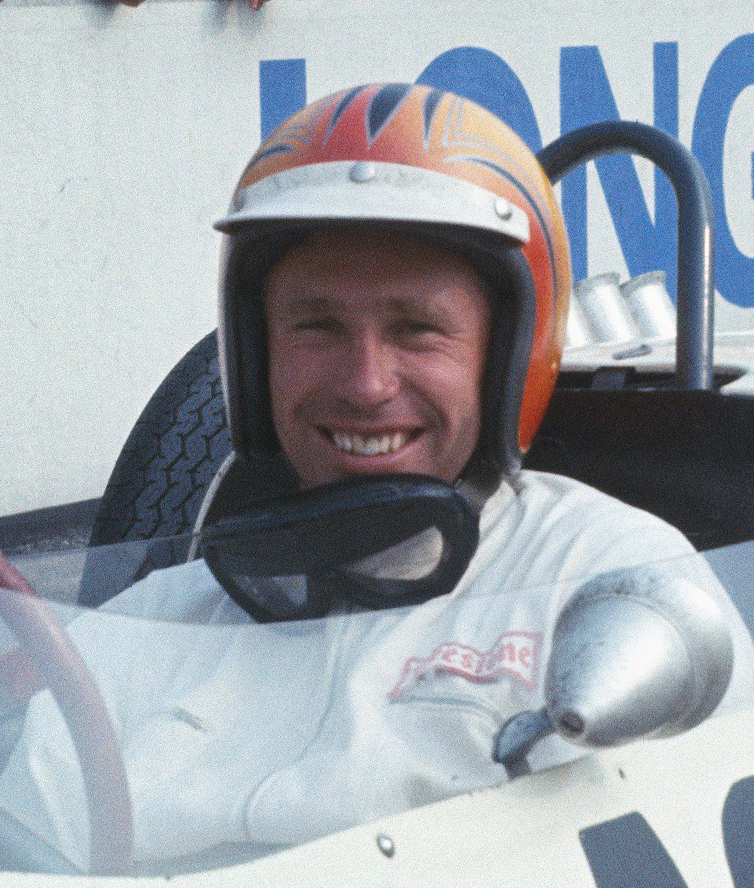
Mike Spence

### Le circuit
Membre de l'ACM, Antony Noghès est à l'origine de l'organisation annuelle du Grand Prix de Monaco, dont la première édition, en 1929, fut remportée par la Bugatti du Franco-Britannique W. Williams. Le tracé, qui a très peu évolué au fil des années, emprunte les rues tortueuses de la principauté : Boulevard Albert Ier, montée du Casino, descente vers la gare, tunnel sous le tir aux pigeons et enfin passage par les quais du port, l'épingle du Gazomètre achevant le tour de trois kilomètres. Beaucoup plus étroite que les circuits habituels, la piste comporte très peu de zones de dégagement et se révèle très exigeante en termes de pilotage. Stirling Moss et Graham Hill s'y sont chacun imposés à trois reprises. C'est le regretté Jim Clark qui détient le record official du circuit, ayant tourné, au volant de sa Lotus, à 126,5 km/h de moyenne lors de l'édition 1967 du Grand Prix. Pour 1968, la chicane située en sortie du tunnel, qui avait été le théâtre de l'accident ayant coûté la vie à Lorenzo Bandini l'année précédente, a été reculée de deux cents mètres. Des doubles rails de sécurité ont été posés dans la plupart des virages et la distance du Grand Prix a été réduite à 251,6 kilomètres (80 tours), contre 314,5 (100 tours) auparavant.

## Monoplaces en lice
- Brabham BT24 & BT26 "Usine"

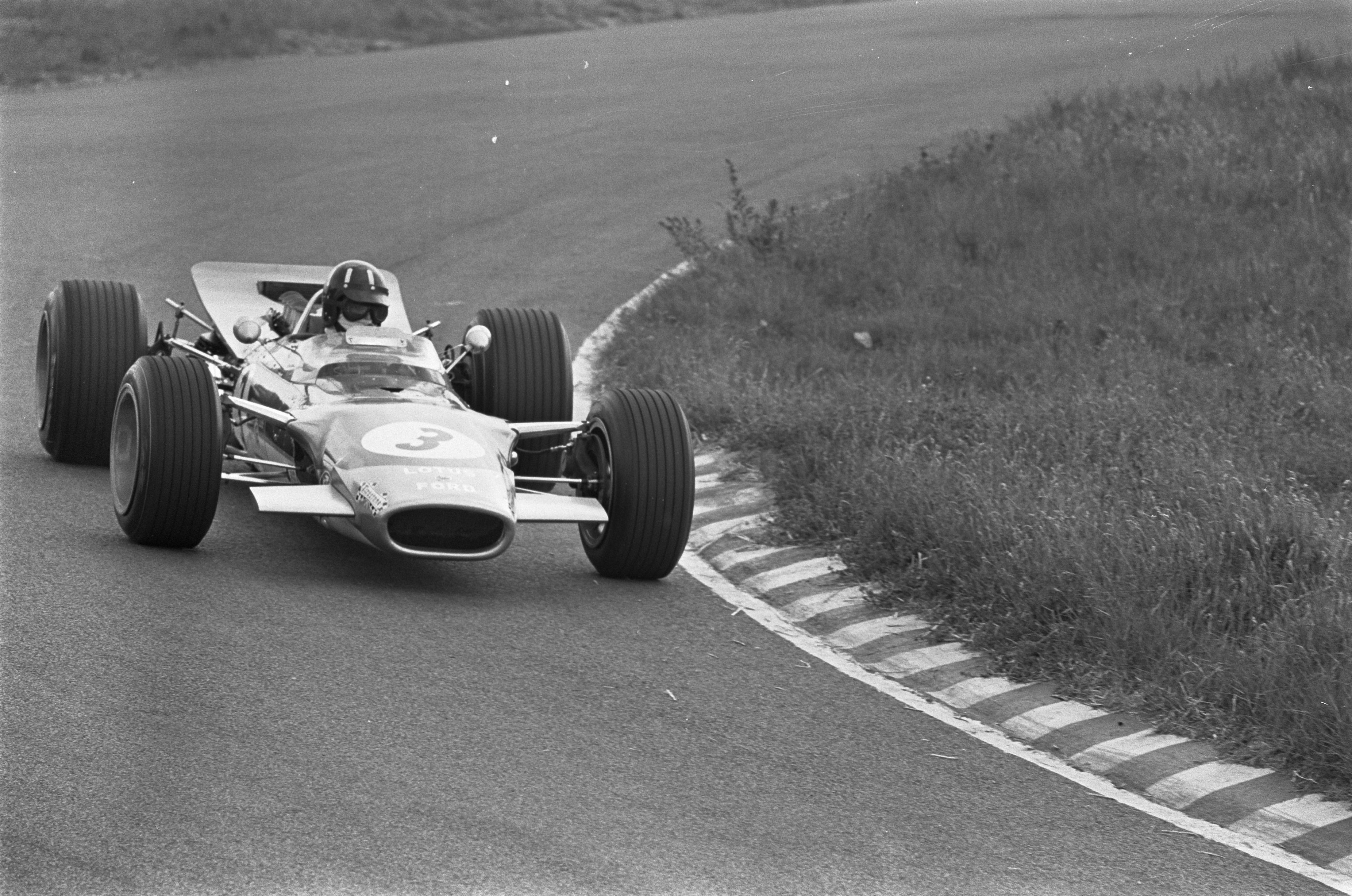
La Lotus 49B de Graham Hill (vue ici à Zandvoort) est munie d'appendices aérodynamiques.

Jack Brabham dispose à nouveau de la nouvelle BT26, dont le moteur V8 Repco à doubles arbres à cames en tête a été entièrement refait après la casse subie aux essais du Grand Prix d'Espagne. Son coéquipier Jochen Rindt pilote un modèle BT24, avec l'ancien V8 Repco à simples arbres à cames en tête. Les deux modèles ont une structure multitubulaire, la BT26 bénéficiant toutefois de renforts en aluminium de part et d'autre du cockpit et pèse 530 kg à vide, contre 510 pour sa devancière. Bénéficiant d'une distribution à quatre soupapes par cylindres, le moteur à double ACT développe 400 chevaux à 8500 tr/min, alors que celui de Rindt a une puissance limitée à 340 chevaux à 8000 tr/min. Les deux voitures ont une boîte de vitesses Hewland FG400 à cinq rapports et sont chaussées de pneus Goodyear.
- Brabham BT20 privée

Au sein de l'écurie fondée par l'ancien pilote amateur suisse Charles Vögele, Silvio Moser conduit l'ancienne Brabham BT20 principalement utilisée par Denny Hulme au cours des deux saisons précédentes (monoplace avec laquelle le Néo-Zélandais avait remporté le dernier Grand Prix de Monaco) et rachetée en début d'année à l'usine. Son moteur V8 Repco a une puissance de 315 chevaux. Après la Course des Champions et l'International Trophy, ce sera la troisième apparition de Moser sur cette voiture, équipée de pneus Goodyear, mais seulement sa première en championnat du monde.
- Lotus 49 & 49B "Usine"

Le Team Lotus, dont les voitures arborent depuis le début de la saison européenne la livrée rouge et or de leur principal sponsor, a amené sa nouvelle 49B, qui sera aux mains de Graham Hill, et une 49 pour Jackie Oliver, qui remplace désormais Jim Clark. Les deux modèles, à structure monocoque et dont le moteur est porteur, sont très proches, la 49B ayant un empattement allongé de 8 cm par rapport à celui de sa devancière, des suspensions modifiées et renforcées et une boîte de vitesses Hewland FG400 au lieu d'une ZF. De plus, la 49B de Hill est munie de deux mini ailerons réglables à l'avant, et à l'arrière d'un capot moteur profilé intégrant un becquet aérodynamique. Les deux voitures sont dotées d'un V8 Cosworth DFV (distribution à deux doubles arbres à cames en tête et quatre soupapes par cylindre, injection indirecte Lucas, 415 chevaux à 9200 tr/min), fixé directement à l'arrière du cockpit. Elles pèsent 505 kg à vide et sont chaussées de pneus Firestone.
- Lotus 49 privée

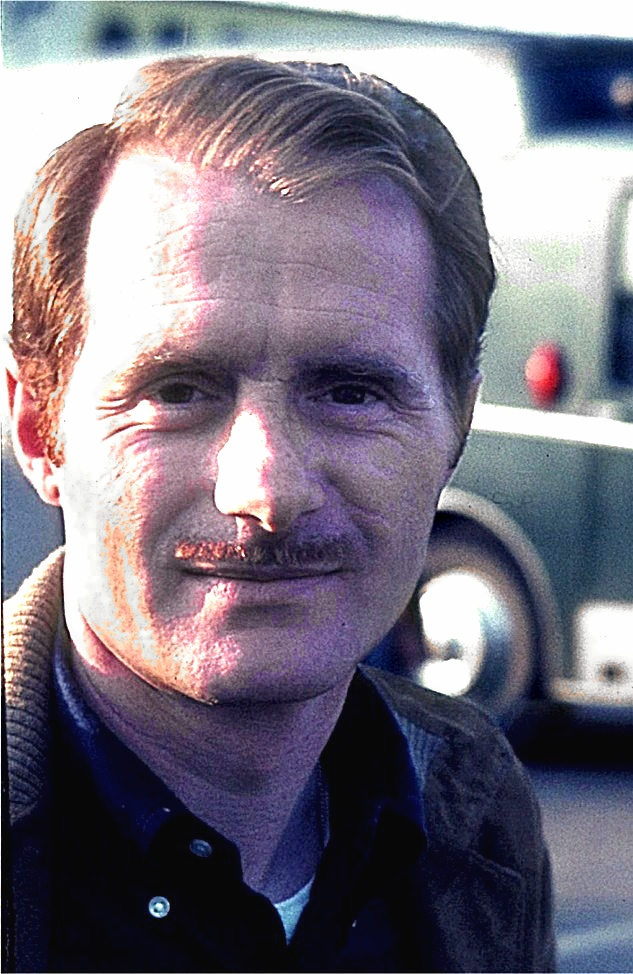
En remplacement de Brian Redman, absent, Lucien Bianchi pilotera la deuxième Cooper à Monaco.

Rob Walker aligne l'ex Lotus 49 de Jim Clark (qu'il loue à Colin Chapman en attendant la livraison d'un modèle 49B) pour son pilote attitré Joseph Siffert. Elle est équipée de pneus Firestone.
- Cooper T86B "Usine"

L'équipe dirigée par John Cooper aligne deux T86B à moteur V8 BRM. Un partenariat avec Alfa Romeo a également été envisagé et Lucien Bianchi (pilote officiel de la marque milanaise) a testé début mai une T86C équipée du V8 2,5 litres de la T33/2 sur le circuit de Silverstone. La version 3 litres du V8 n'est cependant pas encore disponible et le pilote belge, remplaçant Brian Redman, indisponible car engagé sur Porsche aux 1000 km de Spa ce même week-end, disposera de la T86B du Britannique, identique à celle de Ludovico Scarfiotti. Dérivées de la T86 de 1967, à moteur Maserati, les T86B sont pourvues d'un châssis monocoque dessiné par Terry White. Leur V12 BRM, accouplé à une boîte «cinq» Hewland, a une puissance de 370 chevaux. Elles pèsent 545 kg à vide et utilisent des pneus Firestone.
- Honda RA301 "Usine"

Apparue à Jarama, la RA301 confiée à John Surtees a été légèrement modifiée depuis : le collecteur d'échappement est différent, les disques de freins sont désormais ventilés et le système d'injection a été amélioré. La monoplace japonaise, à structure monocoque, est animée par un V12 à doubles arbres à cames en tête et 48 soupapes développant 415 chevaux. Elle pèse 560 kg à vide et utilise des pneus Firestone.
- BRM P126 & P133 "Usine"

L'équipe de Bourne a amené une P133 pour Pedro Rodríguez ainsi qu'une P126 pour Richard Attwood, initialement engagé par le Reg Parnell Racing mais qui remplace Chris Irwin, blessé, au sein de l'écurie officielle. Rodríguez utilise ici sa voiture de réserve, sa monoplace habituelle étant en cours de réparation après sa sortie de route en Espagne deux semaines auparavant. La P133 est techniquement identique à la P126, à structure monocoque, initialement conçue pour la série Tasmane par Len Terry et construite dans ses ateliers. Ces deux voitures pèsent 565 kg et leur V12 est le même que celui équipant les Cooper, mais poussé à 400 chevaux. La transmission est assurée par une boîte «cinq» Hewland DG300. Contrairement à Rodríguez qui est désormais contractuellement lié à Goodyear, Attwood utilise des pneus Dunlop.
- BRM P126 & P261 privées

Le Reg Parnell Racing engage une P126 identique à celle d'Attwood, également chaussée de pneus Dunlop, pour Piers Courage. David Hobbs devait piloter l'ancienne P261 de Bernard White mais, jugeant ses chances de se qualifier très réduites, a préféré déclarer forfait.
- Eagle T1G "Usine"

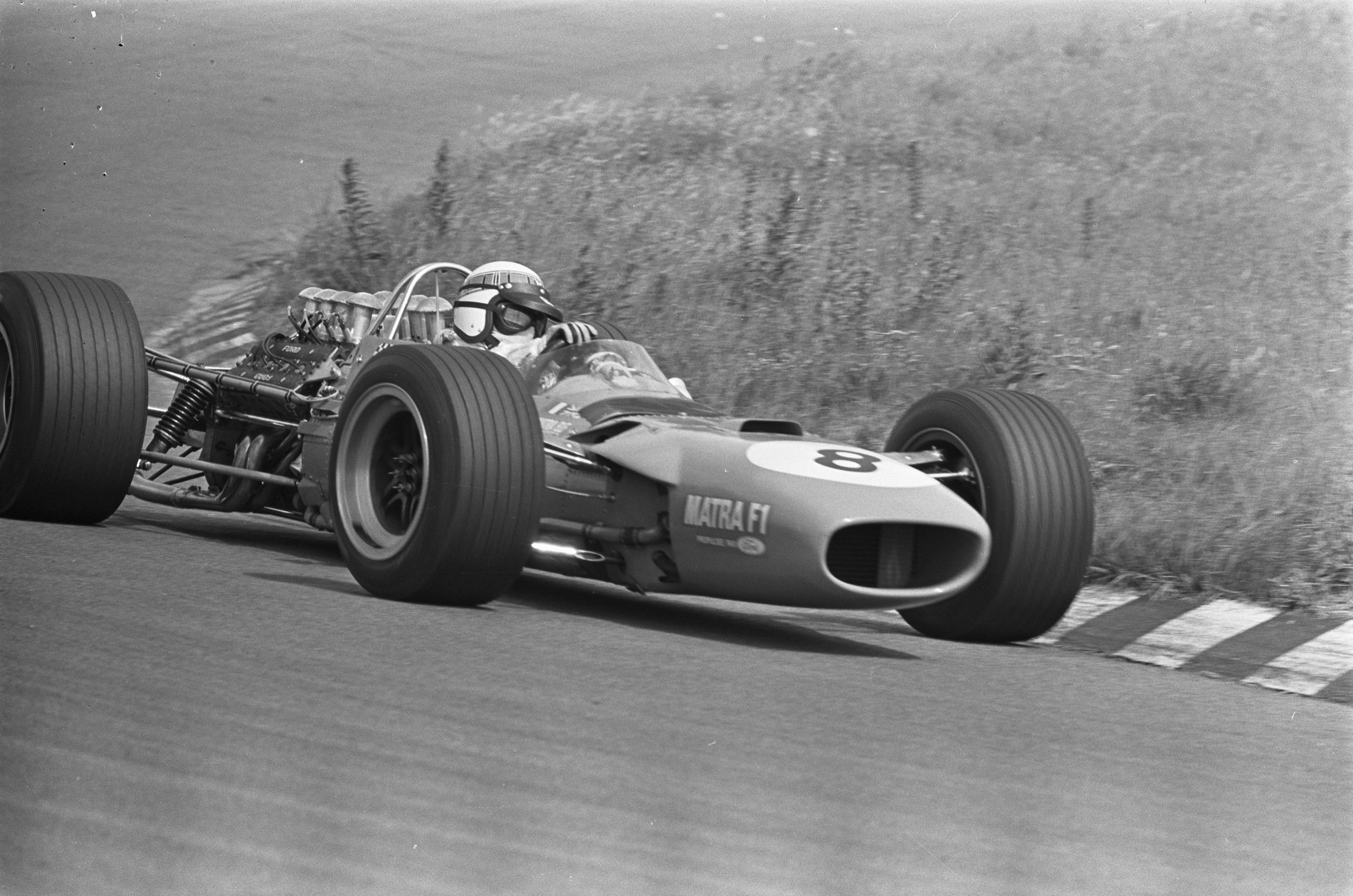
Jackie Stewart, vu ici au volant de sa Matra MS10 à Zandvoort, est présent à Monaco mais pas encore totalement rétabli de sa blessure à l'avant-bras. Il sera remplacé par Johnny Servoz-Gavin.

Dan Gurney dispose de son habituelle Eagle T1G à châssis monocoque en titane et magnésium. Elle est maintenant équipée de la toute dernière version Mark IA du moteur V12 d'origine Weslake à doubles arbres à cames en tête et 48 soupapes, développant 420 chevaux à 10500 tr/min. Elle pèse 525 kg à vide et est chaussée de pneus Goodyear.
- McLaren M7A "Usine"

Bruce McLaren et son coéquipier Denny Hulme utilisent les mêmes M7A qu'en Espagne, le pilote-constructeur ayant toutefois fait démonter les réservoirs latéraux qu'il avait testés en course. Ces monoplaces à structure monocoque sont équipées d'un V8 Ford Cosworth DFV et d'une boîte de vitesses Hewland FG400. Elles pèsent 515 kg à vide et utilisent des pneus Goodyear.
- McLaren M5A privée

Le pilote indépendant Joakim Bonnier pilote l'ancienne M5A à moteur V12 BRM de Bruce McLaren, équipée de pneus Goodyear.
- Matra MS10 & MS11 "Usine"

Matra Sports a amené ses nouvelles Matra MS11 à moteur V12, qui n'ont encore jamais couru. Jean-Pierre Beltoise aura deux voitures à sa disposition. Une transmission intégrale peut être adaptée sur la première, qui servira de mulet, la seconde se caractérisant par un nez tronqué afin d'améliorer le refroidissement. Leur V12 délivre 395 chevaux à 10500 tr/min. L'équipe Matra Internationale dispose de son côté des deux MS10 déjà présentes en Espagne, l'une servant de mulet. Jackie Stewart est présent à Monaco mais sa blessure à l'avant-bras n'est pas encore totalement guérie et c'est l'espoir français Johnny Servoz-Gavin que Ken Tyrrell a choisi pour le remplacer. Si la partie avant et le cockpit de la MS10 sont presque identiques à ceux de la MS11, la coque de cette dernière supporte moteur et suspension alors que le V8 Ford Cosworth de la MS10 est porteur. Les boîtes de vitesses sont également différentes : Hewland DG300 pour la MS10 (qui pèse 560 kg), Hewland FG400 pour la MS11, dont le poids total avoisine les 600 kg. Les Matra sont chaussées de pneus Dunlop.

## Coureurs inscrits
| no     | Pilote               | Écurie                      | Constructeur | Modèle       | N° châssis | Moteur               | Pneumatiques |
| ------ | -------------------- | --------------------------- | ------------ | ------------ | ---------- | -------------------- | ------------ |
| 1      | Jean-Pierre Beltoise | Matra Sports                | Matra        | Matra MS11   | MS11-02    | Matra MS9 V12        | D            |
| 1T     | Jean-Pierre Beltoise | Matra Sports                | Matra        | Matra MS11   | MS11-01    | Matra MS9 V12        | D            |
| 2      | Jack Brabham         | Brabham Racing Organisation | Brabham      | Brabham BT26 | BT26/1     | Repco 860 V8         | G            |
| 3      | Jochen Rindt         | Brabham Racing Organisation | Brabham      | Brabham BT24 | BT24/3     | Repco 740 V8         | G            |
| 4      | Pedro Rodríguez      | Owen Racing Organisation    | BRM          | BRM P133     | P133/01    | BRM P101 V12         | G            |
| 5      | Chris Irwin          | Owen Racing Organisation    | BRM          | BRM P126     | P126/03    | BRM P101 V12         | G            |
| 6      | Ludovico Scarfiotti  | Cooper Car Company          | Cooper       | Cooper T86B  | F1-2-68    | BRM P101 V12         | F            |
| 7      | Lucien Bianchi       | Cooper Car Company          | Cooper       | Cooper T86B  | F1-1-68    | BRM P101 V12         | F            |
| 8      | John Surtees         | Honda R&D Company           | Honda        | Honda RA301  | F-801      | Honda RA301E V12     | F            |
| 9      | Graham Hill          | Gold Leaf Team Lotus        | Lotus        | Lotus 49B    | 49 R5      | Ford Cosworth DFV V8 | F            |
| 10     | Jackie Oliver        | Gold Leaf Team Lotus        | Lotus        | Lotus 49     | 49 R1      | Ford Cosworth DFV V8 | F            |
| 11     | Johnny Servoz-Gavin  | Matra International         | Matra        | Matra MS10   | MS10-02    | Ford Cosworth DFV V8 | D            |
| 11T 11 | Johnny Servoz-Gavin  | Matra International         | Matra        | Matra MS10   | MS10-01    | Ford Cosworth DFV V8 | D            |
| 12     | Denny Hulme          | Bruce McLaren Motor Racing  | McLaren      | McLaren M7A  | M7A/2      | Ford Cosworth DFV V8 | G            |
| 14     | Bruce McLaren        | Bruce McLaren Motor Racing  | McLaren      | McLaren M7A  | M7A/1      | Ford Cosworth DFV V8 | G            |
| 15     | Richard Attwood      | Owen Racing Organisation    | BRM          | BRM P126     | P126/03    | BRM P101 V12         | D            |
| 16     | Piers Courage        | Reg Parnell Racing          | BRM          | BRM P126     | P126/01    | BRM P101 V12         | D            |
| 17     | Joseph Siffert       | Rob Walker/Jack Durlacher   | Lotus        | Lotus 49     | 49 R2      | Ford Cosworth DFV V8 | F            |
| 18     | Joakim Bonnier       | Joakim Bonnier Racing Team  | McLaren      | McLaren M5A  | M5A/1      | BRM P101 V12         | G            |
| 19     | Dan Gurney           | Anglo-American Racers       | Eagle        | Eagle T1G    | 104        | Eagle Mark 1A V12    | G            |
| 21     | Silvio Moser         | Charles Vögele Racing       | Brabham      | Brabham BT20 | F1-2-66    | Repco 620 V8         | G            |
| 22     | David Hobbs          | Bernard White Racing        | BRM          | BRM P261     | 2615       | BRM P60 V8           | G            |

- La lettre T accolée au numéro désigne la voiture de réserve («Test car», en anglais).

## Qualifications
Trois séances qualificatives sont prévues, le jeudi après-midi, le vendredi matin et la samedi après-midi précédant la course. Malgré les nombreuses protestations des membres du GPDA, les organisateurs ont une nouvelle fois garanti une place au départ aux pilotes de notoriété faisant partie d'une écurie officielle. La liste des concurrents invités (qualifiés d'office), qui comprenait initialement Chris Amon et Jacky Ickx avant que la Scuderia Ferrari ne renonce à sa participation, est la suivante :
- Jean-Pierre Beltoise (Matra Sports)
- Jack Brabham et Jochen Rindt (Brabham Racing Organisation)
- Pedro Rodríguez (Owen Racing Organisation)
- Ludovico Scarfiotti (Cooper Car Company)
- John Surtees (Honda Racing)
- Graham Hill (Gold Leaf Team Lotus)
- Denny Hulme et Bruce McLaren (Bruce McLaren Motor Racing)
- Dan Gurney (Anglo-American Racers)

Seize pilotes étant admis au départ, huit pilotes (Chris Irwin et David Hobbs ayant déclaré forfait) vont se disputer les six places restantes :
- Lucien Bianchi (Cooper Car Company)
- Jackie Oliver (Gold Leaf Team Lotus)
- Johnny Servoz-Gavin (Matra International)
- Richard Attwood (Owen Racing Organisation)
- Piers Courage (Reg Parnell Racing)
- Joseph Siffert (Rob Walker/Jack Durlacher)
- Joakim Bonnier (Joakim Bonnier Racing Team)
- Silvio Moser (Charles Vögele Racing)

### Première séance qualificative - jeudi 23 mai (après-midi)
Les premiers essais officiels vont se dérouler dans des conditions parfaites, le jeudi à partir de quatorze heures, sous un chaud soleil. Le déplacement de la chicane rend la portion longeant le port moins rapide, la perte de temps au tour étant estimée à une seconde. Rapidement en action, Graham Hill va dominer la séance, établissant un premier temps de référence à 124,3 km/h de moyenne, avant de fixer la barre à 127,4 km/h. Personne ne se hissera à son niveau, son adversaire le plus coriace, Jochen Rindt, très spectaculaire au volant de sa Brabham, échouant à près d'une seconde du Britannique. Pour John Surtees (Honda), Ludovico Scarfiotti (Cooper) et Joseph Siffert (Lotus), la séance sera perturbée par des problèmes de transmission, les demi-arbres étant fortement sollicités sur le tourniquet monégasque. Siffert n'en réalise pas moins le quatrième temps, derrière Richard Attwood, qui se montre très performant pour sa première sortie sur BRM, éclipsant totalement son coéquipier Pedro Rodríguez. Pour ses débuts en Grand Prix, Jackie Oliver a signé un encourageant sixième temps sur la deuxième Lotus officielle. Pilotant pour la première fois une vraie F1, Johnny Servoz-Gavin a endommagée une fusée de suspension sur un trottoir mais a néanmoins obtenu le huitième temps sur la Matra-Ford, se montrant, plus rapide que la lourde Matra V12 de Jean-Pierre Beltoise, affectée d'un sous-virage prononcé et dont le moteur, qui s'est avéré très pointu, a fini par lâcher, l'obligeant à se rabattre sur le mulet. Dan Gurney n'a pu mettre à profit cette première journée, ayant cassé le V12 de son Eagle en début de séance alors que son moteur de rechange n'avait pas encore été dédouané ! Disposant de la Cooper de Brian Redman, Lucien Bianchi n'a pas été en mesure de défendre réellement ses chances, le cockpit n'etant pas adapté à sa taille. Jack Brabham  n'a pu prendre la piste, les trompettes d'admission du nouveau V8 Repco n'étant pas arrivées.
| Pos. | Pilote               | Écurie        | Temps        | Écart    |
| ---- | -------------------- | ------------- | ------------ | -------- |
| 1    | Graham Hill          | Lotus-Ford    | 1 min 28 s 9 |          |
| 2    | Jochen Rindt         | Brabham-Repco | 1 min 29 s 7 | + 0 s 8  |
| 3    | Richard Attwood      | BRM           | 1 min 30 s 5 | + 1 s 6  |
| 4    | Joseph Siffert       | Lotus-Ford    | 1 min 30 s 8 | + 1 s 9  |
| 5    | Bruce McLaren        | McLaren-Ford  | 1 min 31 s 0 | + 2 s 1  |
| 6    | Jackie Oliver        | Lotus-Ford    | 1 min 31 s 7 | + 2 s 8  |
| 7    | Piers Courage        | BRM           | 1 min 31 s 7 | + 2 s 8  |
| 8    | Johnny Servoz-Gavin  | Matra-Ford    | 1 min 32 s 1 | + 3 s 2  |
| 9    | Denny Hulme          | McLaren-Ford  | 1 min 32 s 2 | + 3 s 3  |
| 10   | John Surtees         | Honda         | 1 min 32 s 6 | + 3 s 7  |
| 11   | Jean-Pierre Beltoise | Matra         | 1 min 32 s 9 | + 4 s 0  |
| 12   | Ludovico Scarfiotti  | Cooper-BRM    | 1 min 32 s 9 | + 4 s 0  |
| 13   | Joakim Bonnier       | McLaren-BRM   | 1 min 33 s 4 | + 4 s 5  |
| 14   | Pedro Rodríguez      | BRM           | 1 min 33 s 8 | + 4 s 9  |
| 15   | Silvio Moser         | Brabham-Repco | 1 min 34 s 5 | + 5 s 6  |
| 16   | Dan Gurney           | Eagle         | 1 min 38 s 4 | + 9 s 5  |
| 17   | Lucien Bianchi       | Cooper-BRM    | 1 min 41 s 3 | + 12 s 4 |

### Deuxième séance qualificative - vendredi 24 mai (matin)
Les conditions sont de nouveau idéales le vendredi, à huit heures du matin, lorsque commence la deuxième session qualificative. Gurney ne pourra pas y participer, son moteur de rechange n'etant toujours pas disponible. Hill va encore dominer cette séance, améliorant bientôt son chrono de la veille en tournant à 128,4 km/h de moyenne. C'est toutefois Servoz-Gavin qui sera la révélation de la journée, le jeune pilote français réalisant, sur sa voiture de réserve, le deuxième meilleur temps à six dixièmes de secondes du leader du championnat. Siffert va parvenir à égaler cette performance mais des pignons de boîte endommagés ne lui permettront pas de défendre ses chances jusqu'au bout. Surtees et Rindt ont longtemps bataillé pour une place en première ligne mais échouent aux quatrième et cinquième rangs, devant Attwood. Beltoise obtient une encourageante septième place, devançant la McLaren du champion du monde et la BRM de Rodríguez. Brabham est seulement onzième, le nouveau moteur Repco manquant de souplesse et se montrant difficile à maîtriser à haut régime. Tout comme Scarfiotti longtemps immobilisé à cause d'une importante fuite d'huile, Oliver n'a que peu tourné, rapidement stoppé par une rupture de transmission.
| Pos. | Pilote               | Écurie        | Temps        | Écart   |
| ---- | -------------------- | ------------- | ------------ | ------- |
| 1    | Graham Hill          | Lotus-Ford    | 1 min 28 s 2 |         |
| 2    | Johnny Servoz-Gavin  | Matra-Ford    | 1 min 28 s 8 | + 0 s 6 |
| 3    | Jo Siffert           | Lotus-Ford    | 1 min 28 s 8 | + 0 s 6 |
| 4    | John Surtees         | Honda         | 1 min 29 s 1 | + 0 s 9 |
| 5    | Jochen Rindt         | Brabham-Repco | 1 min 29 s 2 | + 1 s 0 |
| 6    | Richard Attwood      | BRM           | 1 min 29 s 6 | + 1 s 4 |
| 7    | Jean-Pierre Beltoise | Matra         | 1 min 29 s 7 | + 1 s 5 |
| 8    | Denny Hulme          | McLaren-Ford  | 1 min 30 s 4 | + 2 s 2 |
| 9    | Pedro Rodríguez      | BRM           | 1 min 30 s 5 | + 2 s 3 |
| 10   | Piers Courage        | BRM           | 1 min 30 s 6 | + 2 s 4 |
| 11   | Jack Brabham         | Brabham-Repco | 1 min 31 s 2 | + 3 s 0 |
| 12   | Silvio Moser         | Brabham-Repco | 1 min 32 s 4 | + 4 s 2 |
| 13   | Bruce McLaren        | McLaren-Ford  | 1 min 32 s 9 | + 4 s 7 |
| 14   | Lucien Bianchi       | Cooper-BRM    | 1 min 33 s 0 | + 4 s 8 |
| 15   | Joakim Bonnier       | McLaren-BRM   | 1 min 33 s 2 | + 5 s 0 |
| 16   | Ludovico Scarfiotti  | Cooper-BRM    | 1 min 33 s 9 | + 5 s 7 |
| 17   | Jackie Oliver        | Lotus-Ford    | 1 min 35 s 2 | + 7 s 0 |

### Troisième séance qualificative - samedi 25 mai (après-midi)
Contrairement aux journées précédentes, le temps est froid et humide le samedi après-midi. Bien que la piste s'assèche peu à peu, personne ne sera en mesure de battre les temps réalisés la veille. Hulme est absent, le champion du monde participant à la deuxième journée de qualification pour les 500 miles d'Indianapolis. Son coéquipier (et employeur) Bruce McLaren fera néanmoins quelques tours au volant de la monoplace du champion du monde pour s'assurer qu'elle est opérationnelle pour la course. Il reprend ensuite sa propre voiture avec laquelle il va se montrer très incisif pour tenter, malgré les mauvaises conditions de piste, d'améliorer sa position, après sa séance décevante de la veille. La trajectoire s'asséchant progressivement, il parviendra en fin de session à s'attribuer le meilleur temps de la journée (à près d'une seconde et demie toutefois du chrono réalisé par Hill le vendredi) , regagnant quelques places sur la grille. Il devance Rindt, qui s'est une nouvelle fois montré très spectaculaire, et Rodríguez qui semble enfin avoir trouvé les bons réglages sur sa BRM, le Mexicain regagnant également quelques places. Brabham tourne peu, s'évertuant surtout à optimiser ses réglages de freins. Qualifié d'office, Gurney (qui dispose enfin de son moteur de rechange) n'a pris aucun risque mais du côté des «non-invités» la lutte a été très serrée. Sa Brabham étant trop survireuse, Silvio Moser n'a pas amélioré son temps et ne pourra prendre part à l'épreuve, tandis que Joakim Bonnier a échoué à deux dixièmes de seconde de Bianchi pour s'octroyer la dernière place disponible. Hill partira en pole position au côté de Servoz-Gavin, qui a choisi de partir avec sa voiture de réserve, plus performante que celle initialement destinée à la course. Siffert et Surtees se partagent la deuxième ligne, devant Rindt et Attwood.

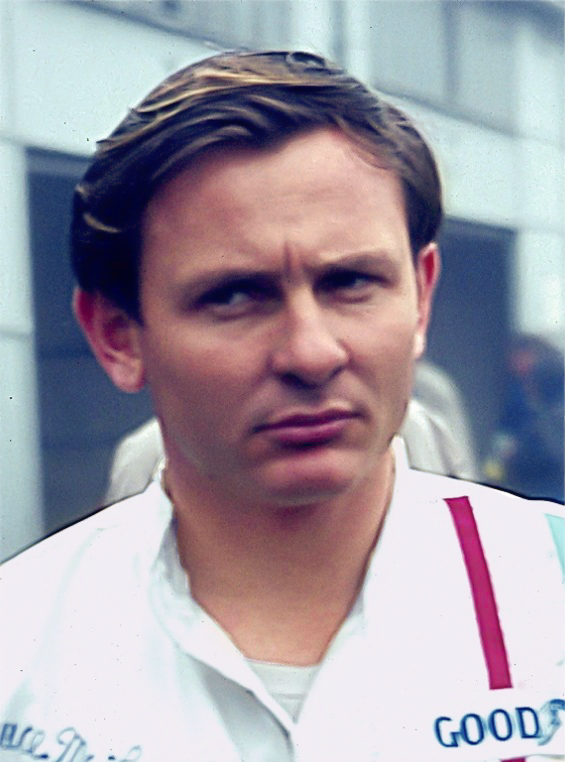
Bruce McLaren a dominé la dernière journée d'essais, disputée en grande partie sur piste humide.

| Pos. | Pilote               | Écurie        | Temps        | Écart   |
| ---- | -------------------- | ------------- | ------------ | ------- |
| 1    | Bruce McLaren        | McLaren-Ford  | 1 min 29 s 6 |         |
| 2    | Jochen Rindt         | Brabham-Repco | 1 min 29 s 8 | + 0 s 2 |
| 3    | Pedro Rodríguez      | BRM           | 1 min 30 s 4 | + 0 s 8 |
| 4    | Graham Hill          | Lotus-Ford    | 1 min 30 s 6 | + 1 s 0 |
| 5    | Richard Attwood      | BRM           | 1 min 31 s 3 | + 1 s 7 |
| 6    | Jack Brabham         | Brabham-Repco | 1 min 31 s 6 | + 2 s 0 |
| 7    | Jean-Pierre Beltoise | Matra         | 1 min 31 s 9 | + 2 s 3 |
| 8    | Lucien Bianchi       | Cooper-BRM    | 1 min 31 s 9 | + 2 s 3 |
| 9    | Johnny Servoz-Gavin  | Matra-Ford    | 1 min 32 s 0 | + 2 s 4 |
| 10   | Joakim Bonnier       | McLaren-BRM   | 1 min 32 s 1 | + 2 s 5 |
| 11   | Dan Gurney           | Eagle         | 1 min 32 s 9 | + 3 s 3 |
| 12   | Jackie Oliver        | Lotus-Ford    | 1 min 33 s 6 | + 4 s 0 |
| 13   | Jo Siffert           | Lotus-Ford    | 1 min 33 s 9 | + 4 s 3 |
| 14   | John Surtees         | Honda         | 1 min 34 s 6 | + 5 s 0 |
| 15   | Silvio Moser         | Brabham-Repco | 1 min 35 s 0 | + 5 s 4 |
| 16   | Piers Courage        | BRM           | 1 min 35 s 2 | + 5 s 6 |
| 17   | Ludovico Scarfiotti  | Cooper-BRM    | 1 min 35 s 9 | + 6 s 3 |

### Tableau final des qualifications

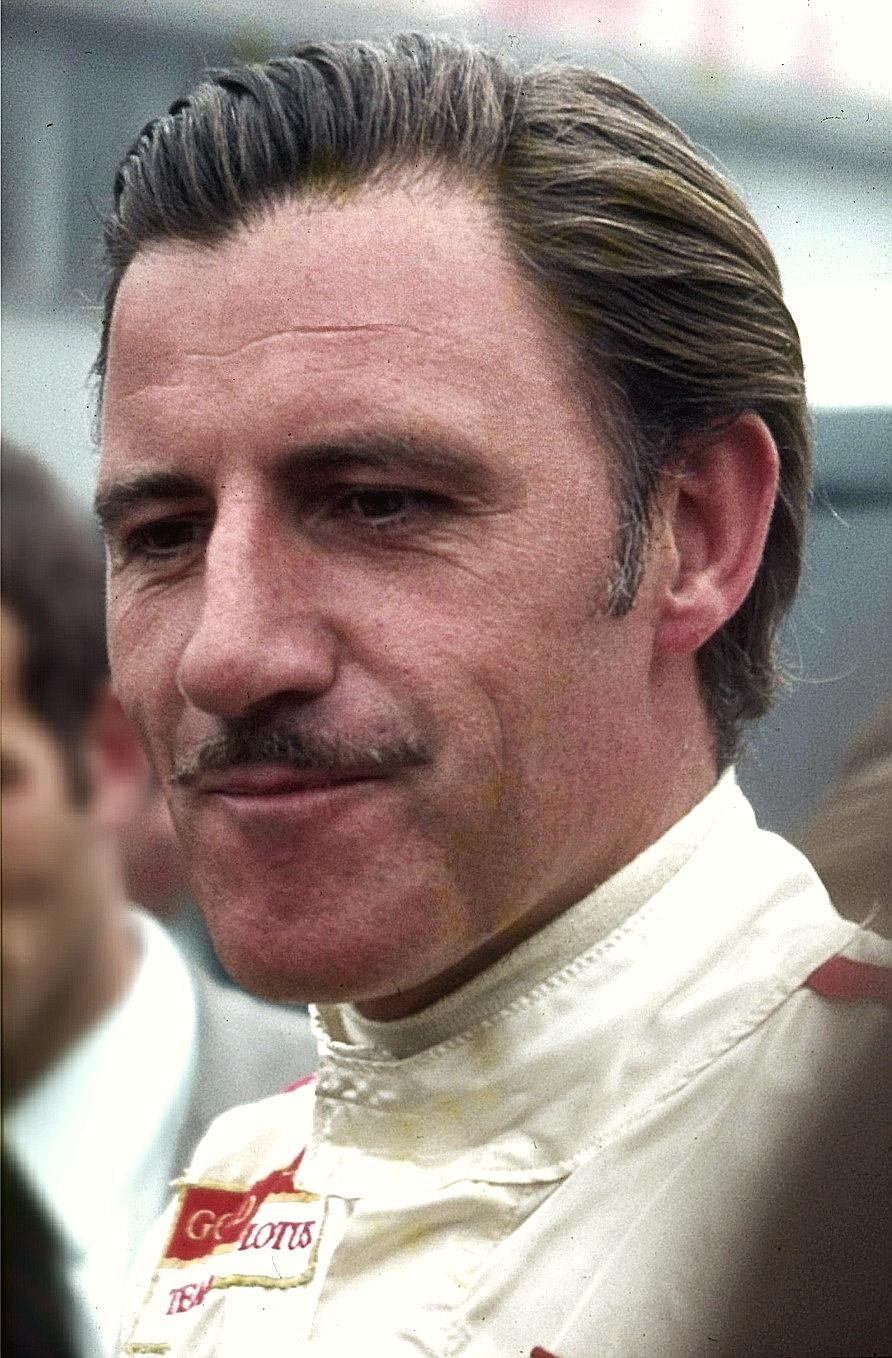
Graham Hill s'est montré le plus rapide à l'issue des trois séances qualificatives.

| Pos. | Pilote               | Écurie        | Temps        | Écart   | Commentaire                        |
| ---- | -------------------- | ------------- | ------------ | ------- | ---------------------------------- |
| 1    | Graham Hill          | Lotus-Ford    | 1 min 28 s 2 |         | temps réalisé le vendredi matin    |
| 2    | Johnny Servoz-Gavin  | Matra-Ford    | 1 min 28 s 8 | + 0 s 6 | temps réalisé le vendredi matin    |
| 3    | Jo Siffert           | Lotus-Ford    | 1 min 28 s 8 | + 0 s 6 | temps réalisé le vendredi matin    |
| 4    | John Surtees         | Honda         | 1 min 29 s 1 | + 0 s 9 | temps réalisé le vendredi matin    |
| 5    | Jochen Rindt         | Brabham-Repco | 1 min 29 s 2 | + 1 s 0 | temps réalisé le vendredi matin    |
| 6    | Richard Attwood      | BRM           | 1 min 29 s 6 | + 1 s 4 | temps réalisé le vendredi matin    |
| 7    | Bruce McLaren        | McLaren-Ford  | 1 min 29 s 6 | + 1 s 4 | temps réalisé le samedi après-midi |
| 8    | Jean-Pierre Beltoise | Matra         | 1 min 29 s 7 | + 1 s 5 | temps réalisé le vendredi matin    |
| 9    | Pedro Rodríguez      | BRM           | 1 min 30 s 4 | + 2 s 2 | temps réalisé le samedi après-midi |
| 10   | Denny Hulme          | McLaren-Ford  | 1 min 30 s 4 | + 2 s 2 | temps réalisé le vendredi matin    |
| 11   | Piers Courage        | BRM           | 1 min 30 s 6 | + 2 s 4 | temps réalisé le vendredi matin    |
| 12   | Jack Brabham         | Brabham-Repco | 1 min 31 s 2 | + 3 s 0 | temps réalisé le vendredi matin    |
| 13   | Jackie Oliver        | Lotus-Ford    | 1 min 31 s 7 | + 3 s 5 | temps réalisé le jeudi après-midi  |
| 14   | Lucien Bianchi       | Cooper-BRM    | 1 min 31 s 9 | + 3 s 7 | temps réalisé le samedi après-midi |
| 15   | Joakim Bonnier       | McLaren-BRM   | 1 min 32 s 1 | + 3 s 9 | temps réalisé le samedi après-midi |
| 16   | Silvio Moser         | Brabham-Repco | 1 min 32 s 4 | + 4 s 2 | temps réalisé le vendredi matin    |
| 17   | Ludovico Scarfiotti  | Cooper-BRM    | 1 min 32 s 9 | + 4 s 7 | temps réalisé le jeudi après-midi  |
| 18   | Dan Gurney           | Eagle         | 1 min 32 s 9 | + 4 s 7 | temps réalisé le samedi après-midi |

## Grille de départ
| 1re ligne |                                | Pos. 1                     |                             | Pos. 2                          |
|           |                                | G. Hill Lotus 1 min 28 s 2 |                             | Servoz-Gavin Matra 1 min 28 s 8 |
| 2e ligne  | Pos. 3                         |                            | Pos. 4                      |                                 |
|           | Siffert Lotus 1 min 28 s 8     |                            | Surtees Honda 1 min 29 s 1  |                                 |
| 3e ligne  |                                | Pos. 5                     |                             | Pos. 6                          |
|           |                                | Rindt Brabham 1 min 29 s 2 |                             | Attwood BRM 1 min 29 s 6        |
| 4e ligne  | Pos. 7                         |                            | Pos. 8                      |                                 |
|           | McLaren 1 min 29 s 6           |                            | Beltoise Matra 1 min 29 s 7 |                                 |
| 5e ligne  |                                | Pos. 9                     |                             | Pos. 10                         |
|           |                                | Rodríguez BRM 1 min 30 s 4 |                             | Hulme McLaren 1 min 30 s 4      |
| 6e ligne  | Pos. 11                        |                            | Pos. 12                     |                                 |
|           | Courage BRM 1 min 30 s 6       |                            | Brabham 1 min 31 s 2        |                                 |
| 7e ligne  |                                | Pos. 13                    |                             | Pos. 14                         |
|           |                                | Oliver Lotus 1 min 31 s 7  |                             | Bianchi Cooper 1 min 31 s 9     |
| 8e ligne  | Pos. 15                        |                            | Pos. 16                     |                                 |
|           | Scarfiotti Cooper 1 min 32 s 9 |                            | Gurney Eagle 1 min 32 s 9   |                                 |

## Déroulement de la course

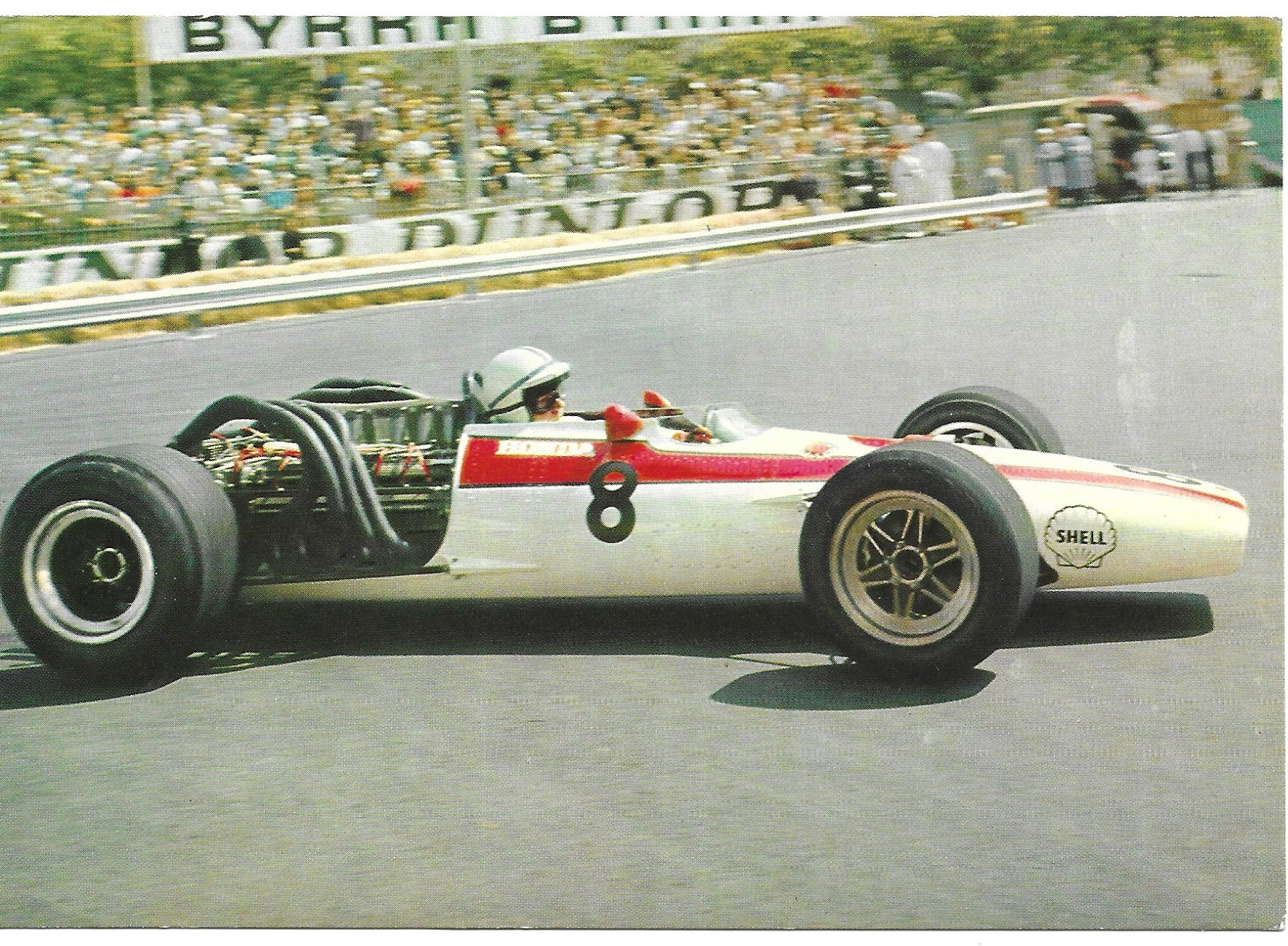
La Honda RA301 de John Surtees, un des principaux animateurs du début de course avant son abandon.

Louis Chiron donne le signal du départ le dimanche après-midi, sous un chaud soleil, devant plus de 50 000 spectateurs. La Lotus de Graham Hill et la Matra de Johnny Servoz-Gavin démarrent en même temps mais c'est le pilote français qui, profitant d'une meilleure accélération, va virer en tête à « Sainte Dévote », devant le Britannique. La Matra prend rapidement quelques longueurs d'avance sur la Lotus. À la sortie du tunnel, Servoz effleure la barrière de sécurité à la chicane du port mais va cependant repasser devant les stands avec près de deux secondes d'avance sur Hill. Une seconde plus loin suit un trio composé de la Lotus de Joseph Siffert, la Honda de John Surtees et la Brabham de Jochen Rindt, nettement détachés des autres poursuivants, emmenés par les BRM de Richard Attwood et de Pedro Rodríguez. Deux monoplaces manquent déjà à l'appel : Bruce McLaren s'est mis en travers à la sortie du tunnel ; si Ludovico Scarfiotti (sur Cooper) est parvenu à ralentir suffisamment et à l'éviter, Jackie Oliver n'a pu passer et sa Lotus a embouti la monoplace du pilote-constructeur, les deux voitures étant hors d'usage. Spectateur du contact de la voiture de tête avec le rail, Jackie Stewart s'est empressé d'en avertir le stand Matra International et Ken Tyrrell envisage un instant demander à son pilote de rentrer au stand pour vérification, puis décide finalement de le laisser en piste. Au cours du deuxième tour, Servoz accroit légèrement son avance sur ses adversaires mais au suivant Hill réagit et l'écart se stabilise. Au cours du quatrième tour, un demi-arbre de la voiture de tête, peut-être endommagé par le léger contact avec le rail, se rompt et la Matra se traîne lentement au stand dont elle ne repartira pas. Hill se retrouve en tête avec une seconde d'avance sur Siffert et Surtees, roues dans roues, Rindt étant sur leurs talons. Bien que haussant le rythme, Hill ne va pas parvenir à distancer Siffert, alors que Surtees perd un peu de terrain sur les deux Lotus et que Rindt se montre de plus en plus menaçant derrière la Honda. Au neuvième tour, alors que son coéquipier Jack Brabham, qui était huitième, vient de renoncer, un bras de suspension arrière s'étant détaché, le jeune pilote autrichien tente une attaque sur Surtees entre le Casino et le virage de Mirabeau, qu'il négocie à l'extérieur ; il heurte le rail et doit abandonner. Dan Gurney renonce aussitôt après, allumage de  son Eagle défaillant. Après seulement dix tours, il ne reste plus que dix voitures en course, dont une (la BRM de Piers Courage, endommagée après avoir heurté le rail à la chicane) très attardée. L'écart entre Hill et Siffert est alors dune demi-seconde, Surtees étant une seconde plus loin. Quatrième, Attwood, qui compte plusieurs longueurs d'avance sur son coéquipier Rodríguez, est à cinq secondes du leader. Grâce aux nombreux abandons, Jean-Pierre Beltoise, dont la Matra s'avère difficile à piloter sur ce circuit, est désormais sixième, à une vingtaine de secondes du leader. Au cours du douzième tour, Siffert s'arrête à la sortie du tunnel, différentiel hors d'usage. Quelques instants plus tard, Beltoise heurte le trottoir et renonce également, train avant endommagé. Surtees occupe maintenant la deuxième place, à seulement une seconde de Hill. Il précède de quelques centaines de mètres les deux BRM d'Attwood et Rodríguez. Cinquième, Hulme compte déjà une demi-minute de retard tandis que, nettement plus loin les Cooper de Scarfiotti et Lucien Bianchi ferment la marche, Courage, avec cinq tours de retard, étant sur le point d'abandonner. Hill et Surtees tournent alors sur le même rythme et l'écart entre les deux Britanniques reste stable. Quelques secondes plus loin, Rodríguez attaque et ne tarde pas à revenir dans le sillage de son coéquipier Attwood. Mais au cours du dix-septième tour, le Mexicain, trahi par ses freins, échoue dans le rail au virage de Mirabeau, arrachant deux roues de sa BRM qui sera partiellement détruite par un incendie, le pilote s'en tirant heureusement indemne. Surtees vient alors également d'abandonner, boîte de vitesses hors d'usage, et Courage finit par jeter l'éponge, sa voiture devenant inconduisible. Alors que le quart de la course n'est pas encore atteint, il ne reste plus que cinq monoplaces sur la piste : Hill compte maintenant cinq secondes d'avance sur Attwood et près de quarante sur Hulme. Quatrième, Scarfiotti est sur le point d'être doublé, Bianchi, cinquième et dernier, ayant déjà un tour de retard.
Hill va dès lors s'évertuer à ménager autant que possible sa Lotus, dont beaucoup d'éléments (suspensions, freins) n'ont pas encore été testés en course. Seule la lutte pour la victoire entre deux premier entretient le suspense, les autres pilotes, isolés, se contentant de préserver leur position. Attwood va parvenir à se rapprocher à deux secondes de la Lotus de tête, Hill réagissant aussitôt en établissant un nouveau record du tour à 126,2 km/h de moyenne, reprenant un peu de champ sur son adversaire. À la mi-course, cinq secondes séparent les deux premiers, tandis que Hulme, toujours troisième, est sur le point d'être doublé. Scarfiotti et Bianchi, nettement distancés, comptent alors respectivement un et deux tours de retard. Peu après, Scarfiotti dérape à la chicane et endommage une jante contre le rail. Il parvient à rejoindre son stand pour faire remplacer sa roue, perdant plus d'un tour et une place au profit de son coéquipier Bianchi, désormais quatrième. Alors qu'il venait de se faire dépasser par Hill (qui a porté le record à 127,4 km/h de moyenne), Hulme rentre au stand à cause d'un problème de transmission. Ses mécaniciens mettront près de dix minutes pour remplacer un demi-arbre endommagé et le champion du monde reprendra la piste bon dernier avec sept tours de retard, son seul objectif étant désormais de terminer pour marquer quelques points au championnat. L'avance de Hill sur Attwood va culminer à près de dix secondes mais, à dix tours de l'arrivée, Attwood tente un ultime assaut, améliorant légèrement le record de la piste. Bien renseigné par son stand, Hill réagit aussitôt et l'écart se stabilise à environ huit secondes. Le pilote Lotus contrôle totalement la situation et, à deux tours de l'arrivée, le retard d'Attwood reste supérieur à sept secondes. Hill peut alors se permettre de lever le pied, laissant revenir son adversaire (auteur d'une dernière boucle à la moyenne record de 128,5 km/h) à seulement deux secondes de lui, et remporte pour la quatrième fois le Grand Prix de Monaco. Malgré ses quatre tours de retard sur Hill et Attwood, Bianchi décroche la troisième place, devant Scarfiotti qui a effectué la dernière partie de la course avec un moteur ne fonctionnant plus que sur dix ou onze cylindres. Dernier classé, à sept tours du vainqueur, Hulme marque néanmoins les deux points de la cinquième place, résultat qui lui permet d'occuper la place de dauphin au classement provisoire du championnat du monde.

### Classements intermédiaires
Classements intermédiaires des monoplaces aux premier, troisième, cinquième, huitième, dixième, douzième, quinzième, vingtième, trentième, quarantième, cinquantième, soixantième et soixante-dixième tours,.

### Classement de la course

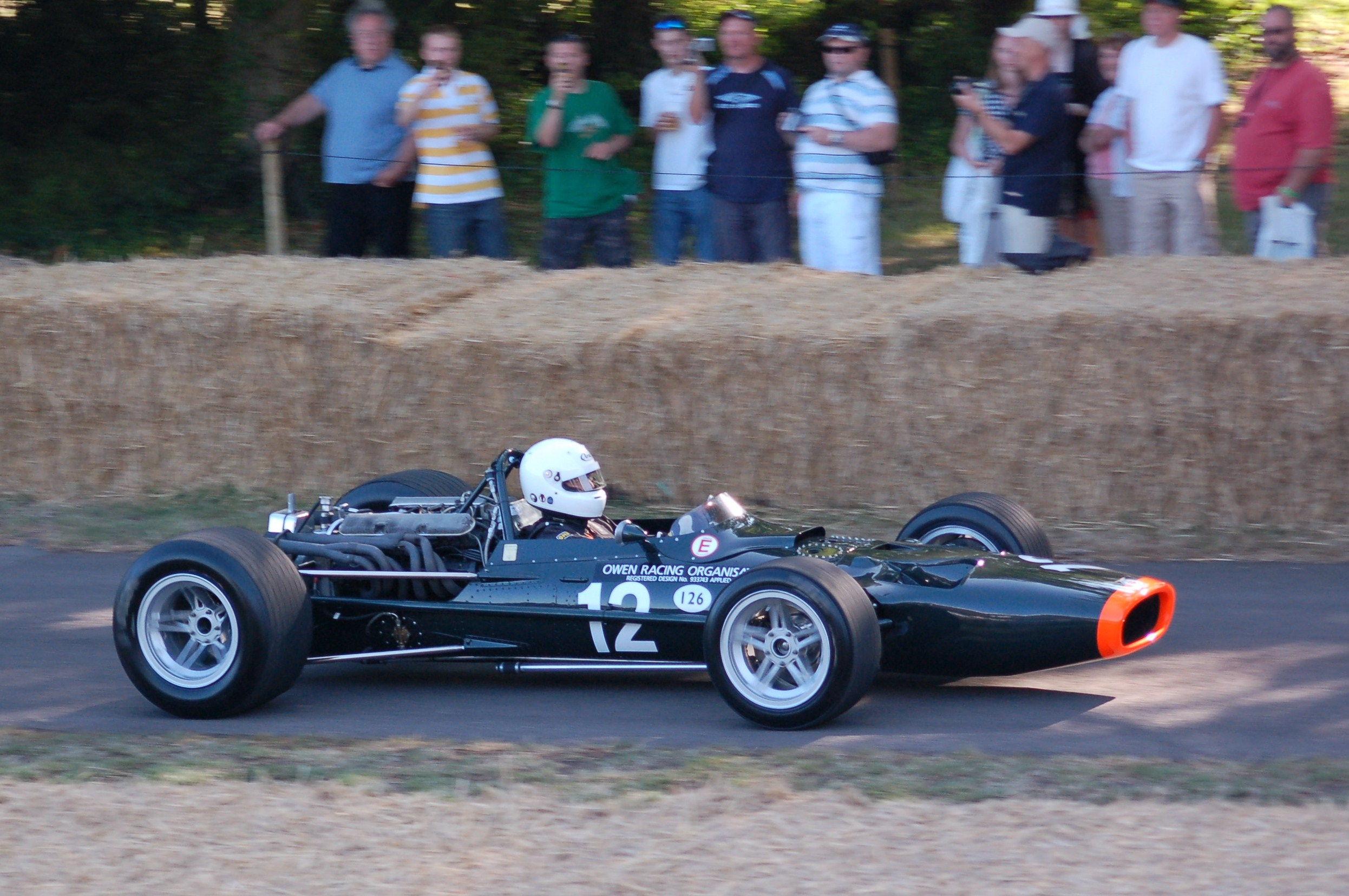
Une BRM P126 semblable à celle de Richard Attwood, deuxième de la course.

| Pos  | N° | Pilote               | Écurie        | Tours | Temps/Abandon                 | Grille | Points |
| ---- | -- | -------------------- | ------------- | ----- | ----------------------------- | ------ | ------ |
| 1    | 9  | Graham Hill          | Lotus-Ford    | 80    | 2 h 00 min 32 s 3             | 1      | 9      |
| 2    | 15 | Richard Attwood      | BRM           | 80    | 2 h 00 min 34 s 5 (+ 2 s 2)   | 6      | 6      |
| 3    | 7  | Lucien Bianchi       | Cooper-BRM    | 76    | 2 h 01 min 40 s 2 (+ 4 tours) | 14     | 4      |
| 4    | 6  | Ludovico Scarfiotti  | Cooper-BRM    | 76    | 2 h 01 min 53 s 7 (+ 4 tours) | 15     | 3      |
| 5    | 12 | Denny Hulme          | McLaren-Ford  | 73    | 2 h 02 min 00 s 8 (+ 7 tours) | 10     | 2      |
| Abd. | 8  | John Surtees         | Honda         | 16    | Boîte de vitesses             | 4      |        |
| Abd. | 4  | Pedro Rodríguez      | BRM           | 16    | Accident                      | 9      |        |
| Abd. | 17 | Jo Siffert           | Lotus-Ford    | 11    | Différentiel                  | 3      |        |
| Abd. | 1  | Jean-Pierre Beltoise | Matra         | 11    | Accident                      | 8      |        |
| Abd. | 16 | Piers Courage        | BRM           | 11    | Châssis cassé                 | 11     |        |
| Abd. | 19 | Dan Gurney           | Eagle         | 9     | Allumage                      | 16     |        |
| Abd. | 3  | Jochen Rindt         | Brabham-Repco | 8     | Accident                      | 5      |        |
| Abd. | 2  | Jack Brabham         | Brabham-Repco | 7     | Suspension arrière            | 12     |        |
| Abd. | 11 | Johnny Servoz-Gavin  | Matra-Ford    | 3     | Demi-arbre                    | 2      |        |
| Abd. | 14 | Bruce McLaren        | McLaren-Ford  | 0     | Accident                      | 7      |        |
| Abd. | 10 | Jackie Oliver        | Lotus-Ford    | 0     | Accident                      | 13     |        |
| Nq.  | 18 | Jo Bonnier           | McLaren-BRM   |       | Non qualifié                  |        |        |
| Nq.  | 21 | Silvio Moser         | Brabham-Repco |       | Non qualifié                  |        |        |

Légende :
- Abd.=Abandon

### Pole position et record du tour
- Pole position :  Graham Hill (Lotus) en 1 min 28 s 2 (vitesse moyenne : 128,367 km/h). Temps réalisé lors de la séance d'essais du vendredi 24 mai[24].
- Meilleur tour en course :  Richard Attwood (BRM) en 1 min 28 s 1 (vitesse moyenne : 128,513 km/h) au quatre-vingtième tour.

#### Évolution du meilleur tour en course
Le meilleur tour fut amélioré seize fois au cours de l'épreuve.

### Tours en tête
- Johnny Servoz-Gavin : 3 tours (1-3)
- Graham Hill : 77 tours (4-80)

## Classement général à l'issue de la course
- Attribution des points : 9, 6, 4, 3, 2, 1 respectivement aux six premiers de chaque épreuve.
- Pour la coupe des constructeurs, même barème et seule la voiture la mieux classée de chaque équipe inscrit des points.
- Le championnat est divisé en deux demi-saisons, seuls les cinq meilleurs résultats (sur six épreuves) étant retenus pour chaque partie[24].

| Pos. | Pilote               | Écurie  | Points | AFS | ESP | MON | BEL | NL | FRA | 1re ½ saison | GBR | ALL | ITA | CAN | USA | MEX | 2e ½ saison |
| ---- | -------------------- | ------- | ------ | --- | --- | --- | --- | -- | --- | ------------ | --- | --- | --- | --- | --- | --- | ----------- |
| 1    | Graham Hill          | Lotus   | 24     | 6   | 9   | 9   |     |    |     | 24           |     |     |     |     |     |     |             |
| 2    | Denny Hulme          | McLaren | 10     | 2   | 6   | 2   |     |    |     | 10           |     |     |     |     |     |     |             |
| 3    | Jim Clark            | Lotus   | 9      | 9   | -   | -   |     |    |     | 9            |     |     |     |     |     |     |             |
| 4    | Richard Attwood      | BRM     | 6      | -   | -   | 6   |     |    |     | 6            |     |     |     |     |     |     |             |
|      | Ludovico Scarfiotti  | Cooper  | 6      | -   | 3   | 3   |     |    |     | 6            |     |     |     |     |     |     |             |
| 6    | Jochen Rindt         | Brabham | 4      | 4   | -   | -   |     |    |     | 4            |     |     |     |     |     |     |             |
|      | Brian Redman         | Cooper  | 4      | -   | 4   | -   |     |    |     | 4            |     |     |     |     |     |     |             |
|      | Lucien Bianchi       | Cooper  | 4      | -   | -   | 4   |     |    |     | 4            |     |     |     |     |     |     |             |
| 9    | Chris Amon           | Ferrari | 3      | 3   | -   | -   |     |    |     | 3            |     |     |     |     |     |     |             |
|      | Jean-Pierre Beltoise | Matra   | 3      | 1   | 2   | -   |     |    |     | 3            |     |     |     |     |     |     |             |

| Pos. | Écurie        | Points | AFS | ESP | MON | BEL | NL | FRA | 1re ½ saison | GBR | ALL | ITA | CAN | USA | MEX | 2e ½ saison |
| ---- | ------------- | ------ | --- | --- | --- | --- | -- | --- | ------------ | --- | --- | --- | --- | --- | --- | ----------- |
| 1    | Lotus-Ford    | 27     | 9   | 9   | 9   |     |    |     | 27           |     |     |     |     |     |     |             |
| 2    | McLaren-Ford  | 8      | -   | 6   | 2   |     |    |     | 8            |     |     |     |     |     |     |             |
|      | Cooper-BRM    | 8      | -   | 4   | 4   |     |    |     | 8            |     |     |     |     |     |     |             |
| 4    | BRM           | 6      | -   | -   | 6   |     |    |     | 6            |     |     |     |     |     |     |             |
| 5    | Brabham-Repco | 4      | 4   | -   | -   |     |    |     | 4            |     |     |     |     |     |     |             |
| 6    | Ferrari       | 3      | 3   | -   | -   |     |    |     | 3            |     |     |     |     |     |     |             |
|      | Matra-Ford    | 3      | 1   | 2   | -   |     |    |     | 3            |     |     |     |     |     |     |             |
| 8    | McLaren-BRM   | 2      | 2   | -   | -   |     |    |     | 2            |     |     |     |     |     |     |             |

## À noter
- 12e victoire en championnat du monde pour Graham Hill.
- 32e victoire en championnat du monde pour Lotus en tant que constructeur.
- 7e victoire en championnat du monde pour Ford Cosworth en tant que motoriste.